# Сазонов Василь Васильович
Василь Васильович Сазонов (нар. 1850 — ?) — український, білоруський та російський інженер-архітектор. Губернський архітектор Кам'янця-Подільського, Подільської губернії та міста Могилева (Білорусь).

## Біографія
Василь Сазонов народився в 1850 році.
Початкову освіту отримав у приватній гімназії Келера. Вступив до Петербурзького будівельного училища в 1868 році й закінчив навчання в 1873 році у званні помічника архітектора та чину X-класу.
У 1877 році отримав звання інженера-архітектора. Після випуску Сазонов приєднався до Технічно-будівельного комітету Міністерства внутрішніх справ Російської імперії і незабаром його було призначено міським архітектором в Нахічевані-на-Дону. Діяльність Василя Сазонова тут полягала головним чином у складанні креслень, проєктів та кошторисів та у спостереженні за спорудами. Після скасування цієї посади, в 1878 році, Сазонов знову долучився до Технічно-будівельного комітету і був призначений членом слідчої комісії щодо гранітних родовищ на островах Фінської затоки та Ладозького озера.
Незабаром його призначили молодшим архітектором у псковському будівельному відділі. Тут Василь Сазонов майже виключно проводив ремонтні роботи в різних державних та громадських будівлях. У 1883 році він був призначений тим же губернським архітектором і того ж року перейшов на посаду губернського архітектора в Кам'янець-Подільський. Через деякий час, у 1884 році, Сазонов був призначений єпархіальним архітектором і з тих пір його будівельна діяльність зосереджувалась головним чином на будівництві церков у повітах Подільської губернії. Як губернський архітектор Сазонов провів ремонт Проскурівського шосе (місто Проскурів нині Хмельницький) та роботи на громадському будівництві.
У 1886 р. Сазонов був переведений губернським архітектором до Могильова і займав цю посаду принаймні до 1892 р.. У період з 1887 по 1892 рік він запланував будувати тут мости, проводити ремонтні роботи у державних будівлях, а близько 1891-92 рр. проводив будівництво у Гомелі.

## Творчість

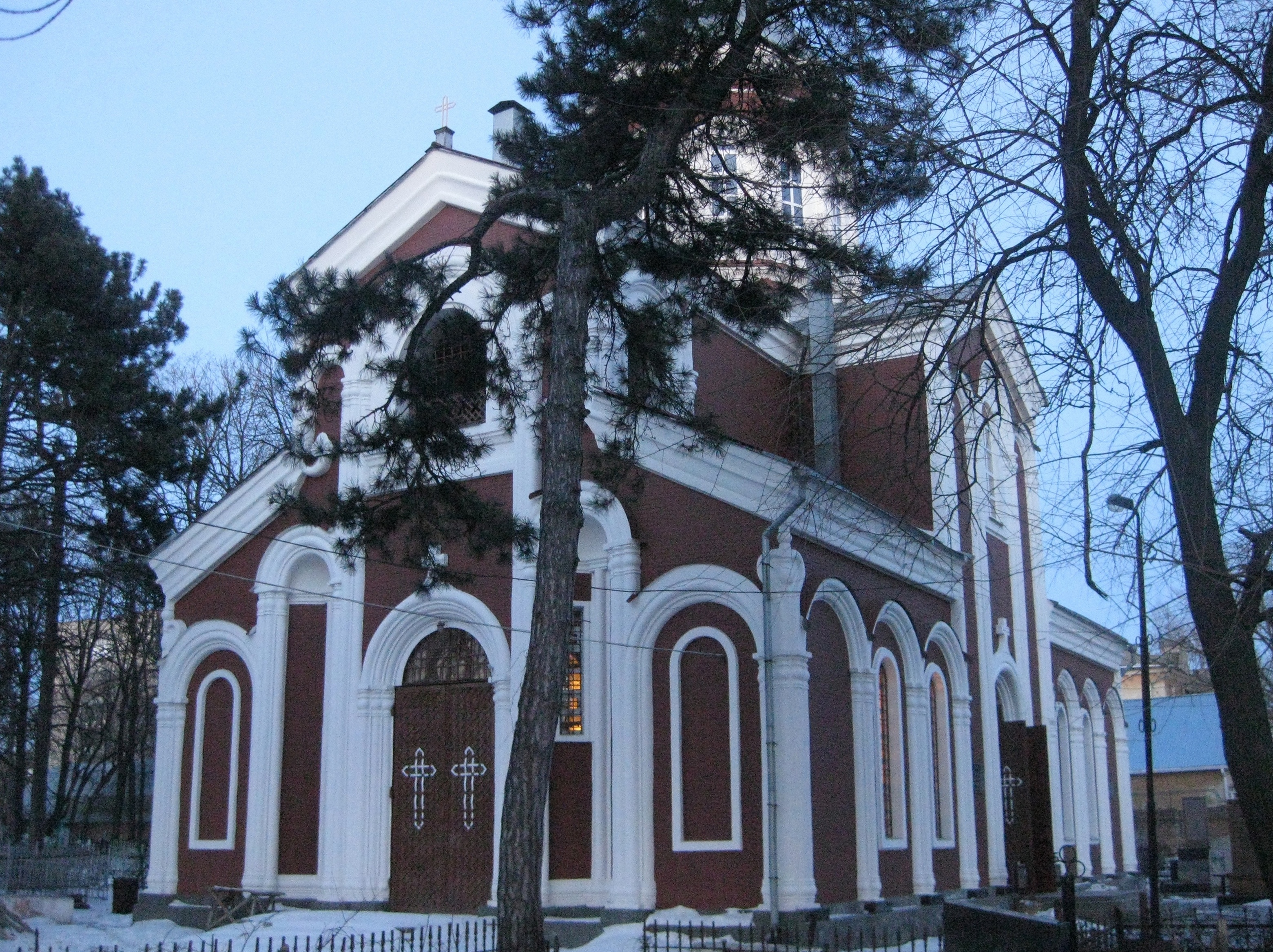
Церква Святого Карапета

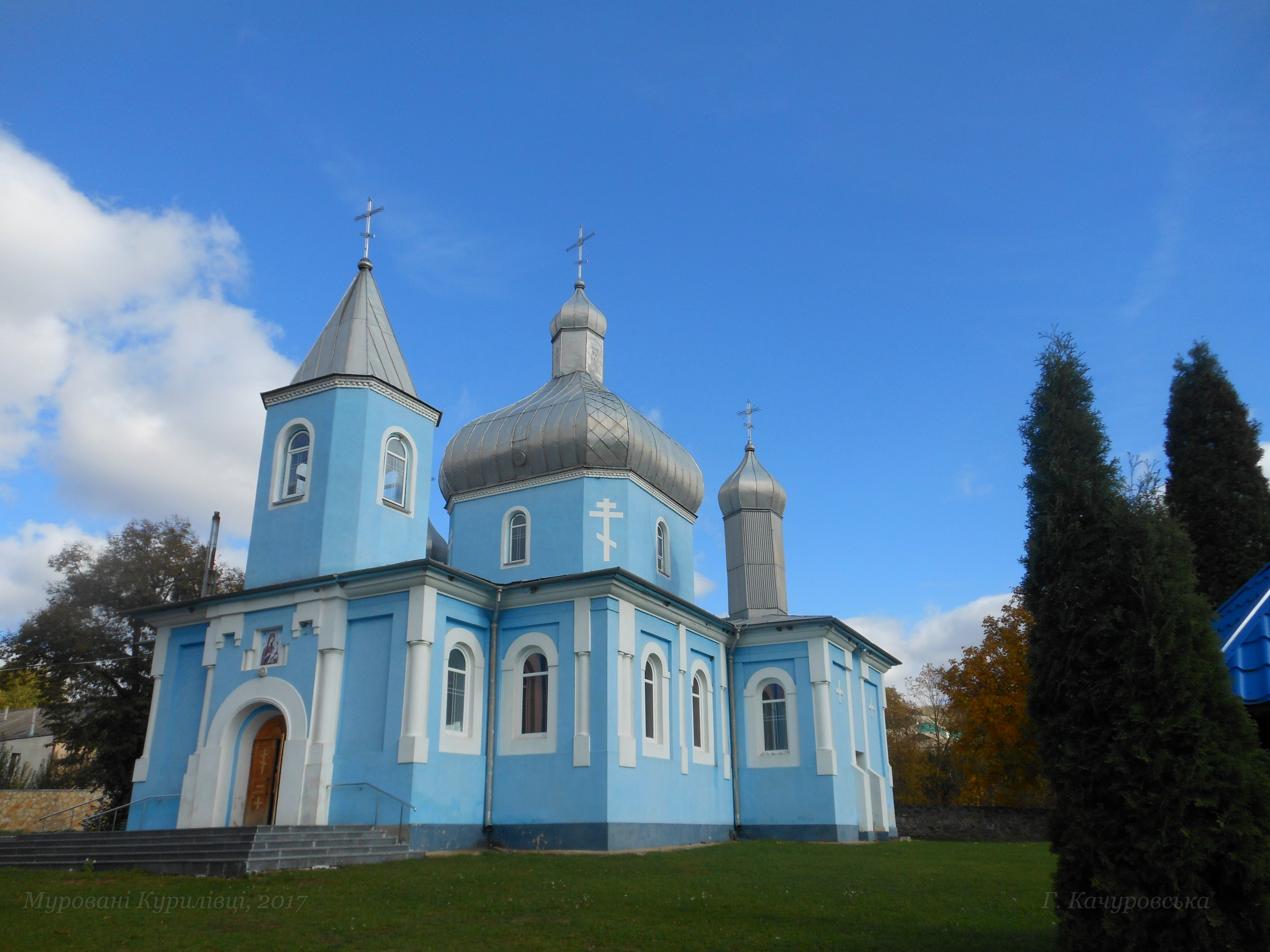
Церква Різдва Пресвятої Богородиці в Мурованих Курилівцях

у 1873—78 рр. в Нахічевані-на-Дону:
- два мости (через Дон та його притоку) — згідно з готовим проєктом[2],
- мурована церква Святого Карапета на вірменському кладовищі,
- два ряди магазинів на площах;

у 1878—83 рр.:
- жіноча духовне училище у Пскові,
- мурована церква в с. Рудне Гдовского повіту Санкт-Петербурзької губернії;

у 1883—87 рр. у Подільській губернії:
- жіноче духовне училище у Тульчині Брацлавського повіту,
- казарма при будівлі богоугодних установ у Кам'янці-Подільському, муровані церкви за готовими проєктами[1]:

- в селі Садки Ямпільського повіту,
- Церква Різдва Пресвятої Богородиці в Мурованих Курилівцях Ушицького повіту,
- Православна церква Покрови Пресвятої Богородиці в с. Черепашинці Вінницького повіту,

- мурована дзвіниця з брамою на кладовищі в Кам'янці-Подільському[3],

дерев'яні церкви (частково по своїх, частково за готовими проєктами):
- в с. Кусиківці Кам'янецький повіт,
- у м. Луцьку Луцького повіту,
- у Потоку[4] Вінницького повіту,
- Свято-Миколаївська церква в с. Паланка,
- у с. Тростянець Брацлавського повіту,
- в с. Орлівка Брацлавського повіту,
- у с. Молдовка Балтського повіту,
- в с. Ярмолинці Гайсинського повіту,
- у Феліціянці Ушицького повіту,
- Церква Святого Миколая у Вила-Ярузьких Ушицького повіту (1887-91);

у 1887—92 рр. у Могильовській губернії:
- реконструкція будівель колишніх тюрем у м. Климовичі[5],
- мурована церква Святого Духа у м. Жлобин[6] (за готовим проєктом),
- дерев'яна церква Свято-Покровської церкви в с. Болотне Рагачовського повіту (за готовим проєктом)[7].